# Katharinenhöhe
Die Katharinenhöhe ist eine Nachsorgeeinrichtung für schwer onkologisch, hämatologisch oder kardiologisch kranke Kinder mit ihren Familien sowie für Jugendliche und junge Erwachsene. Die Rehabilitationsklinik liegt zwischen Furtwangen und Schönwald im Schwarzwald (auf der Gemarkung Furtwangen, Postanschrift ist jedoch Schönwald im Schwarzwald).

## Geschichte
1912 baute ein Berliner Arzt das heute noch stehende Schwarzwaldhaus, und eröffnete es als Erholungsheim für an Tuberkulose erkrankte Kinder. Er konnte es wegen Schulden nicht weiter betreiben. Die Arbeiterwohlfahrt übernahm das Erholungsheim nach dem Ersten Weltkrieg. Seitdem lief das Haus unter dem Namen Reichskinderheilstätte Schönwald, Ludwig-Frank-Heim. Es war das erste Kindererholungszentrum unter ärztlicher Leitung.
Als die Arbeiterwohlfahrt 1933 von den Nationalsozialisten verboten wurde, übernahmen diese das Haus, zuerst für Kindererholungskuren, durchgeführt von der NS-Volkswohlfahrt, gegen Ende des Krieges jedoch auch als Kommandozentrale der SS.
Im Herbst 1945 erhält die Arbeiterwohlfahrt die Nutzungsrechte zurück, und schon ein Jahr darauf wurden wieder erholungsbedürftige Kinder aufgenommen. Das Haus wurde in den 1960er Jahren als Kinderheim der Arbeiterwohlfahrt geführt. Später wurde es auch Ferien- und Landschulheim genutzt, nachdem das Kinderheim nach Lahr/Schwarzwald
„Am Schützenplatz.15“ verlegt wurde.
1981 entstand auf der Katharinenhöhe eine Erholungsanlage für kinderreiche und sozial schwache Familien. Die ersten Familien zogen ein Jahr später in das neue Gebäude ein.

1985 fand die erste stationäre Nachsorgebehandlung für krebskranke Kinder mit ihren Familien statt. Zwei Jahre später kamen auch die ersten Jugendlichen, die an einer solchen Nachsorgebehandlung teilnahmen. 1988 wurden auch junge an Krebs erkrankte Erwachsene in die Klinik aufgenommen.
1990 erweiterte die Katharinenhöhe ihr Konzept auf Familien mit herzkranken Kindern. Seit 1991 läuft die Einrichtung unter dem Namen „Katharinenhöhe, Rehabilitationsklinik für Kinder mit Familie, Jugendliche und junge Erwachsene“.
1992 erwarb die Arbeiterwohlfahrt Baden ein ehemaliges Hotel in Schönwald. Dort sollten von nun an die Jugendlichen und jungen Erwachsenen nach ihren besonderen, altersbedingten Bedürfnissen entsprechend in einem gruppenorientierten Konzept betreut werden. Am 6. Januar 1993 nahm das Haus Schönwald seinen Betrieb auf.
Im Januar 2006 wurde die in langer Bauzeit entstandene Jugendarena erstmals belegt. Durch den Bau dieses Wohn- und Therapiezentrum für junge Menschen wurde nun die Abteilung, die vormals als Haus Schönwald getrennt von der Katharinenhöhe arbeitete, direkt an die Klinik angeschlossen.
Ende des Jahres 2017 konnte der Neubau mit sechs Familienappartements und zwei Kindergruppen eingeweiht werden.
Im Frühjahr 2021 ist der Baubeginn für ein neues Therapiezentrum mit Räumlichkeiten für physiotherapeutische Behandlungen geplant.

## Familienorientiertes Reha-Konzept
Eine schwere Erkrankung belastet zwar hauptsächlich den Patienten, psychisch wie auch körperlich. Jedoch werden auch die restlichen Familienmitglieder durch die Konfrontation mit der Krankheit psychisch sehr stark belastet.
Das Ziel der familienorientierten Rehabilitation (FOR) ist, nicht nur das Patientenkind medizinisch als auch psychologisch zu betreuen, sondern der gesamten Familie eine psychologische Betreuung zu gewährleisten. Jedoch soll die Behandlung der Familienmitglieder „primär darauf abzielen, die Rehabilitationsziele für das schwerkranke Kind zu erreichen“.
Die Katharinenhöhe ist die erste Einrichtung, die dieses Rehabilitationskonzept für schwerkranke Kinder und deren Familien anbot. Außerdem gibt es bis heute nur drei weitere solche Kliniken in Deutschland: Die Syltklinik der deutschen Kinderkrebsstiftung Wenningstedt, die Rehaklinik in Tannheim (Villingen-Schwenningen) (Schwarzwald) und die Klinik Bad Oechsen in Bad Oeynhausen (Nordrhein-Westfalen).

## Berühmte Freunde der Katharinenhöhe
Einen ersten prominenten Besuch erhielt die Erholungseinrichtung 1925, als bei der Grundbucheintragung Marie Juchacz, die Gründerin der Arbeiterwohlfahrt, anwesend war.
1988 besuchte der damalige Bundespräsident Richard von Weizsäcker die Klinik.

Im August 1993 kam die damalige stellvertretende Bundesvorsitzende der SPD, Herta Däubler-Gmelin in den Schwarzwald zu Besuch. Sie wurde dann Mitglied der Vereinigung für Freunde und Förderer der Katharinenhöhe e. V.
Außerdem sind regelmäßig Spieler des SC Freiburg für Autogrammstunden auf der Katharinenhöhe zu Gast. Ein weiterer prominenter Freund der Klinik ist der Schlagersänger Tony Marshall, der die Einrichtung regelmäßig besucht.
Im Rahmen der MobileKids-Tour 2007, einer von DaimlerChrysler unterstützten Initiative zur Verkehrssicherheit, besuchte Moderator Tim Wilhelm die Klinik und überraschte die Kinder mit Musik und Verkehrs-Spielen.
Seit 2011 unterstützt Marianne Mack, die Ehefrau des Europa-Park-Inhabers Roland Mack, mit ihrem Verein „Santa Isabel e.V. - Hilfe für Kinder und Familien“  die Katharinenhöhe.